# Košljun, Pag
Košljun je naselje na Hrvaškem, ki upravno spada pod mesto Pag Zadrske županije; zaselek je na otoku Pagu (Hrvaška).
Zaselek leži ob istoimenskem zalivu na jugozahodni obali otoka. Severni del zaliva Košljun, ki je oddaljen 7 km od mesta Pag, uporabljajo za pomožno pristanišče, kadar piha premočna burja. V okolici Košljuna so se ohranile številne prazgodovinske gomile.

## Demografija
| Pregled števila prebivalcev po letih | Pregled števila prebivalcev po letih | Pregled števila prebivalcev po letih | Pregled števila prebivalcev po letih | Pregled števila prebivalcev po letih | Pregled števila prebivalcev po letih | Pregled števila prebivalcev po letih | Pregled števila prebivalcev po letih | Pregled števila prebivalcev po letih | Pregled števila prebivalcev po letih | Pregled števila prebivalcev po letih | Pregled števila prebivalcev po letih | Pregled števila prebivalcev po letih | Pregled števila prebivalcev po letih | Pregled števila prebivalcev po letih |
| ------------------------------------ | ------------------------------------ | ------------------------------------ | ------------------------------------ | ------------------------------------ | ------------------------------------ | ------------------------------------ | ------------------------------------ | ------------------------------------ | ------------------------------------ | ------------------------------------ | ------------------------------------ | ------------------------------------ | ------------------------------------ | ------------------------------------ |
| 1857                                 | 1869                                 | 1880                                 | 1890                                 | 1900                                 | 1910                                 | 1921                                 | 1931                                 | 1948                                 | 1953                                 | 1961                                 | 1971                                 | 1981                                 | 1991                                 | 2001                                 |
| 0                                    | 0                                    | 5                                    | 0                                    | 6                                    | 18                                   | 18                                   | 0                                    | 16                                   | 19                                   | 14                                   | 16                                   | 5                                    | 38                                   | 53                                   |